# Киреевка (река)
Кире́евка — река в Ступинском районе Московской области России, левый приток Оки.
Берёт начало у деревни Матвейково. Протекает по малозаселённой местности; лишь вблизи устья расположена деревня Головлино. По берегам реки произрастают берёзовые леса. Устье реки находится в 940,3 км по левому берегу реки Оки, напротив устья реки Беспуты. Длина реки составляет 12 км, по другим данным — 11 км. Имеет левый приток — реку Вихоренку.
По данным государственного водного реестра России относится к Окскому бассейновому округу. Речной бассейн — Ока, речной подбассейн — бассейны притоков Оки до впадения Мокши, водохозяйственный участок — Ока от города Серпухова до города Каширы.